# ان-مری مک‌دانلد
اَن-مری مک‌دانلد (انگلیسی: Ann-Marie MacDonald؛ زادهٔ ۲۹ اکتبر ۱۹۵۸) بازیگر تئاتر و سینما، مجری تلویزیون، رمان‌نویس، روزنامه‌نگار و نویسنده اهل کانادا است. وی نویسندۀ مقیم در دانشگاه کنکوردیا است و از مدرک افتخاری از انشگاه ویندزور دارد.
از فیلم‌های معروفی که او در آن بازی کرده می‌توان به بازی در فیلم بهتر از شکلات اشاره کرد.